# علی‌آباد (علیا)
علی‌آباد یک روستا در ایران است که در دهستان علیا در شهرستان اردستان استان اصفهان واقع شده‌است. علی‌آباد ۴۲ نفر جمعیت دارد.

## جمعیت
این روستا در بخش مرکزی شهرستان اردستان قرار دارد و براساس سرشماری مرکز آمار ایران در سال ۱۳۸۵، جمعیت آن ۴۲ نفر (۲۰ خانوار) بوده‌است.